# Belisario Porras
Belisario Porras Barahona (Las Tablas, República de la Nueva Granada, 28 de noviembre de 1856-Ciudad de Panamá, Panamá, 28 de agosto de 1942) fue un abogado, arquitecto, escritor, poeta, profesor, diplomático, militar, político y periodista panameño. Fue tres veces Presidente de Panamá (1912-1916), Primer designado, encargado del Poder Ejecutivo (1918-1920), y Presidente Constitucional  (1920-1924).

## Biografía

### Primeros años

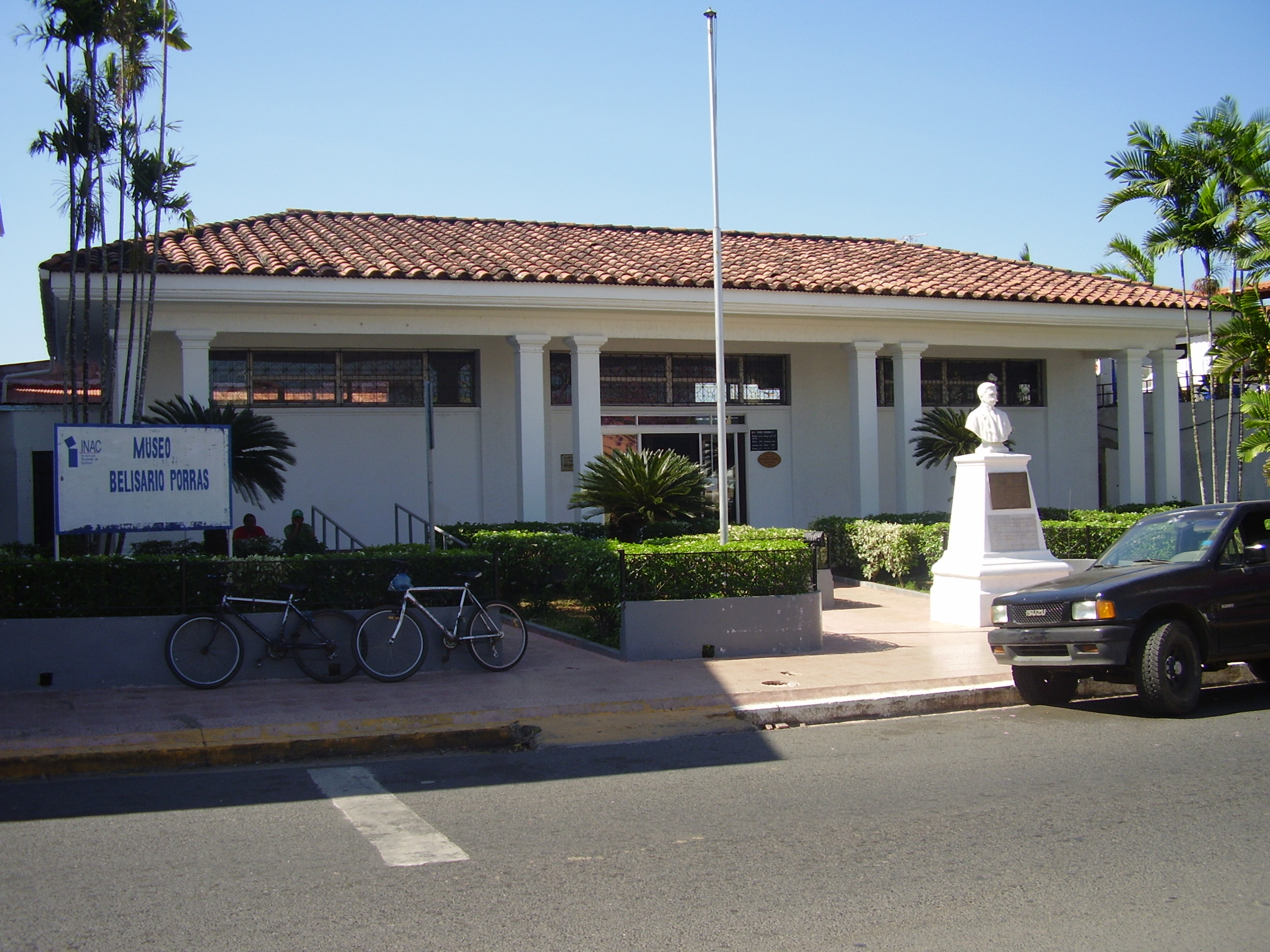
Casa donde nació y vivió Belisario Porras en Las Tablas.

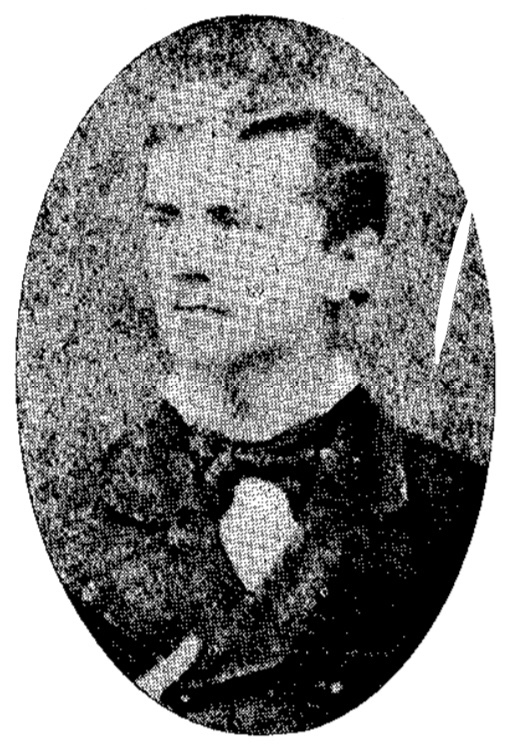
Belisario Porras en 1881, a la edad de 25 años.

Nació el 28 de noviembre de 1856, en la ciudad de Las Tablas, siendo hijo de Demetrio Porras Cavero y Juana Gumersinda Barahona. Su madre falleció a los pocos años de su nacimiento y fue criado por sus abuelos maternos Joaquín de Barahona Espino y Francisca De León Moscoso. 
Cursó estudios primarios en su ciudad natal. Posteriormente, cursó estudios secundarios en el Colegio de San Bartolomé en Bogotá, y en 1874 ingresó a la Universidad Nacional de Colombia para estudiar leyes. Tras obtener el doctorado en Derecho y Ciencias Políticas, en 1881 amplió sus estudios en la Universidad Católica de Lovaina, en Bélgica. Y al finalizarlos se estableció en América Central donde ejerció como jurista y catedrático de Derecho.

### Carrera política y militar
Tras importantes reveses sufridos por los liberales durante la guerra de los Mil Días, estos lanzaron una ofensiva en el istmo panameño encabezada por Belisario Porras. Con el apoyo del presidente nicaragüense José Santos Zelaya los exiliados partieron por mar desde punta Burica el 31 de marzo de 1900. Tres días después derrotaron a la guarnición de David y se dirigieron a la Ciudad de Panamá, pero al demorarse dieron tiempo a que el general Víctor Salazar fortificara las defensas de la entonces capital del departamento y no lograron ocuparla.
Se exilió en El Salvador después de la firma de la paz en 1902, desde donde se opuso al tratado entre Estados Unidos y Colombia para la construcción de un canal interoceánico y a la creación de un país independiente en la región, por considerarlo un ataque a la soberanía, el honor y la economía de Colombia. Cuatro meses antes de la separación de Panamá publicó un artículo titulado Reflexiones canaleras o la venta del istmo (El Constitucional, 18 de julio de 1903) en el que afirmó que, de accederse a la separación, su país caería en «las garras del imperio de los Estados Unidos de América».
Regresó a la Ciudad de Panamá en 1904 donde fue elegido concejal municipal y más tarde presidente del municipio. Pero al año siguiente la Corte Suprema de Justicia le retiró la nacionalidad panameña por su oposición inicial a la independencia del país y sus enemigos lo calificaron de traidor.
En 1906 solicitó la restitución de sus derechos y en 1907 la Asamblea Nacional le restableció la nacionalidad. En ese mismo año fue designado delegado ante Tribunal Internacional de La Haya. En 1909, con la misión de contribuir a la resolución de diferencias limítrofes en América Central, fue nombrado ministro de Panamá en Costa Rica y en 1910 ministro en Washington D. C., durante la presidencia de Pablo Arosemena.
A partir de 1910 se convirtió en uno de los principales dirigentes del partido liberal, junto a Rodolfo Chiari y Carlos A. Mendoza, partido por el que fue elegido tres veces presidente de la República (1912-1916, 1918-1920, 1920-1924).
En una época en que Panamá tenía grandes carencias institucionales y de infraestructura, en el ejercicio de la presidencia Porras impulsó la realización de importantes obras públicas, nuevas leyes, creación y reforma de organismos e instituciones: carreteras nacionales, Barrio de la Exposición (donde en 1915 se realizó una exposición universal), asilo de la Infancia, plaza de Francia, ferrocarril de Chiriquí, Cárcel Modelo, el Banco Nacional, nacionalización de la Lotería Nacional de Beneficencia, reconstrucción del edificio de Correos, colonización de San Blas (siendo el primer, si no el único, presidente que ha visitado el Congreso General Guna), El Javillo, reconstrucción de las líneas de telégrafos, Archivos Nacionales, Registro Civil y Público, Códigos Nacionales y el hospital Santo Tomás (inaugurado en 1924), que fue su legado más importante; no sin antes recibir la burla y el descrédito de sus opositores políticos quienes le catalogaron de ser incompetente y de despilfarrar inútil mente en un gran "elefante blanco", pues en esos años el Hospital Santo Tomás era colosal. Fue el primer Hospital de América Central en contar con los primeros equipos de Rayos X Westinghouse y cuatro salas de electroterapia. Casi 20 años después, el tiempo le daría la razón, la población panameña se triplicó. 

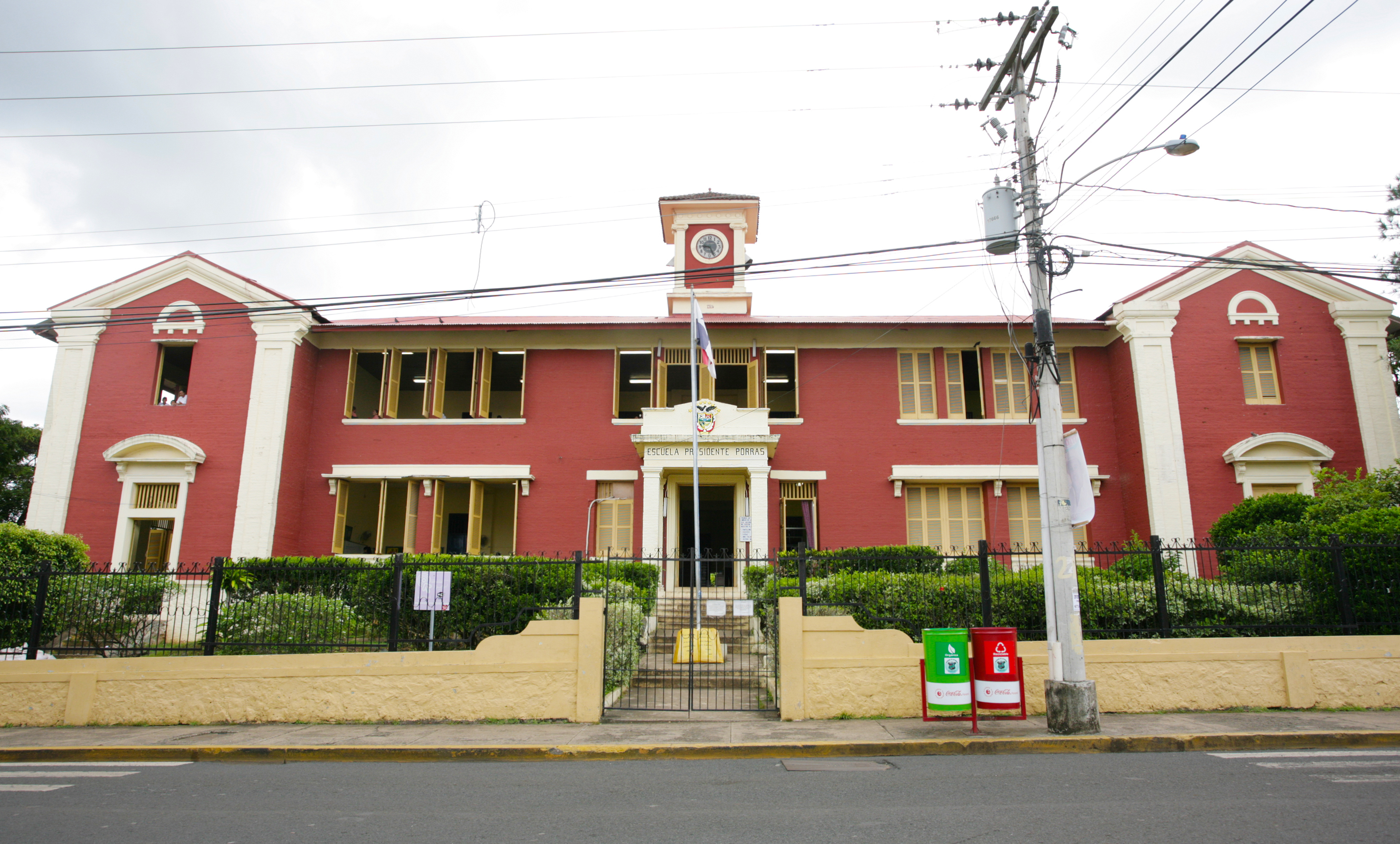
Escuela Presidente Porras No.1, ubicada en Las Tablas.

Intentó renegociar los términos del tratado del canal y durante su última presidencia enfrentó la guerra de Coto con Costa Rica, por un diferendo limítrofe, que, aunque en última instancia ganada por sus generales, fue terminada por la intervención de la armada de guerra de Estados Unidos de América.

### Últimos años y muerte
En 1942 se encontraba en estado de gravedad, por lo que intentó atenderse en el Hospital Santo Tomás; sin embargo no fue posible recibirlo por la falta de camas en el hospital que había construido. Tuvo que ser recluido en el Hospital Nacional donde falleció el 28 de agosto de 1942, a la edad de 85 años. 
Hoy por hoy se le recuerda en Panamá con mucho respeto y admiración como uno de los mayores estadistas; con el apelativo de "El Arquitecto de la Nación Panameña", dado que durante sus mandatos le tocó organizar las instituciones vitales y dotar las estructuras necesarias para el adecuado funcionamiento de la nueva república, tras la separación de Panamá de Colombia.

## Homenajes

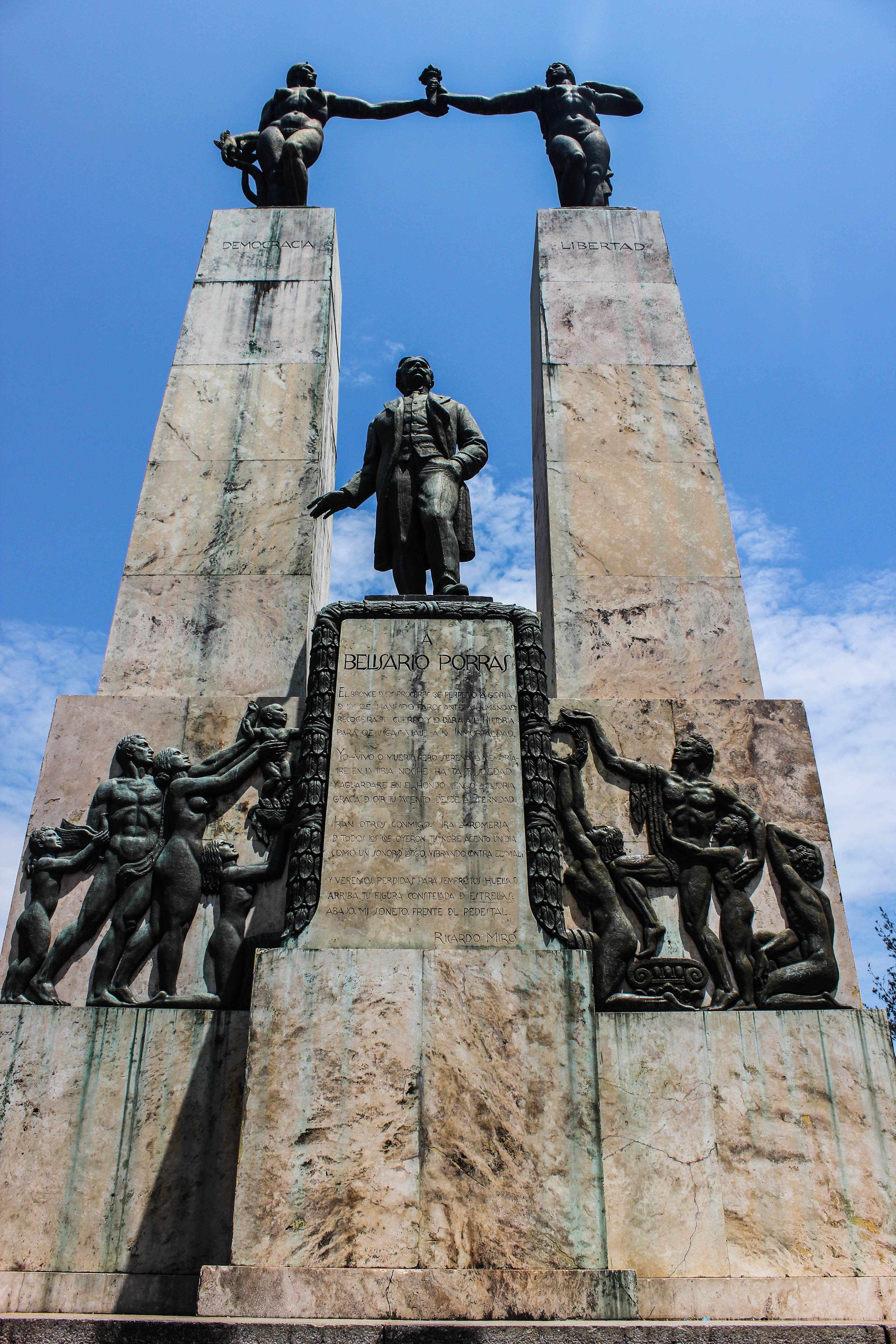
Monumento a Belisario Porras, ubicado en la Plaza Belisario Porras en la Ciudad de Panamá.

Posterior a su muerte, se han erigido y renombrado varios monumentos y sitios importantes en su memoria: 
- La Carretera Nacional (Ruta 2) Belisario Porras, Divisa - Las Tablas Las Tablas -Prov. de los Santos.
- La casa donde nació y creció fue convertida en la Casa Museo Belisario Porras.
- La Finca Pausílipo que fue su casa de campo ubicada en las cercanías de Las Tablas.
- La Escuela Modelo Presidente Porras; construida por él su ciudad natal, Las Tablas.
- La Plaza Belisario Porras, construida por él como Plaza Cervantes, renombrada con su nombre posterior a su muerte y construida con un monumento suyo.
- La escuela Dr. Belisario Porras en la Ciudad de Panamá.
- La Avenida Belisario Porras, conocida como Vía Porras en la Ciudad de Panamá.
- El Parque Belisario Porras, ubicado en la ciudad de Las Tablas, su lugar de nacimiento.
- El Instituto Superior Policial Dr. Belisario Porras, formador de oficiales de la Policía Nacional de la Ciudad de Panamá.